# Буфанолид
Буфанолид (от лат. bufo — жаба) — стероид С-24, насыщенное производное буфадиенолида. Производные данного соединения обычно токсичны и обнаружены у жаб и растений из родов пролеска и котиледон в виде агликона сердечных гликозидов.